# Parc d'État Moran
Le parc d'État Moran (Moran State Park) est un parc d'État situé sur l'île d'Orcas Island dans l'état américain de Washington. Il couvre une surface d'environ 20 km² composée essentiellement de forêts. Il s'agit du plus grand parc récréatif des îles de San Juan et du quatrième plus grand parc de l'État de Washington. 

## Description
Le parc protège des forêts, des zones humides, des tourbières, des collines et des lacs. Il est possible d'y pratiquer de la marche, du vélo, du cheval, du bateau et du camping. Le sommet du Mont Constitution situé dans le parc offre de belles perspectives panoramiques sur la région.

## Histoire
Les terres du parc furent à l'origine léguées par le maire de Seattle Robert Moran. Celui-ci s'était en effet construit une habitation sur l'île entre 1906 et 1909. Cette habitation sert actuellement d'hôtel (Rosario Resort and Spa). Ce grand hôtel fait partie des lieux historiques nationaux (Registre national des lieux historiques). Un musée relatif à Moran se situe également à proximité.

### Liens externes

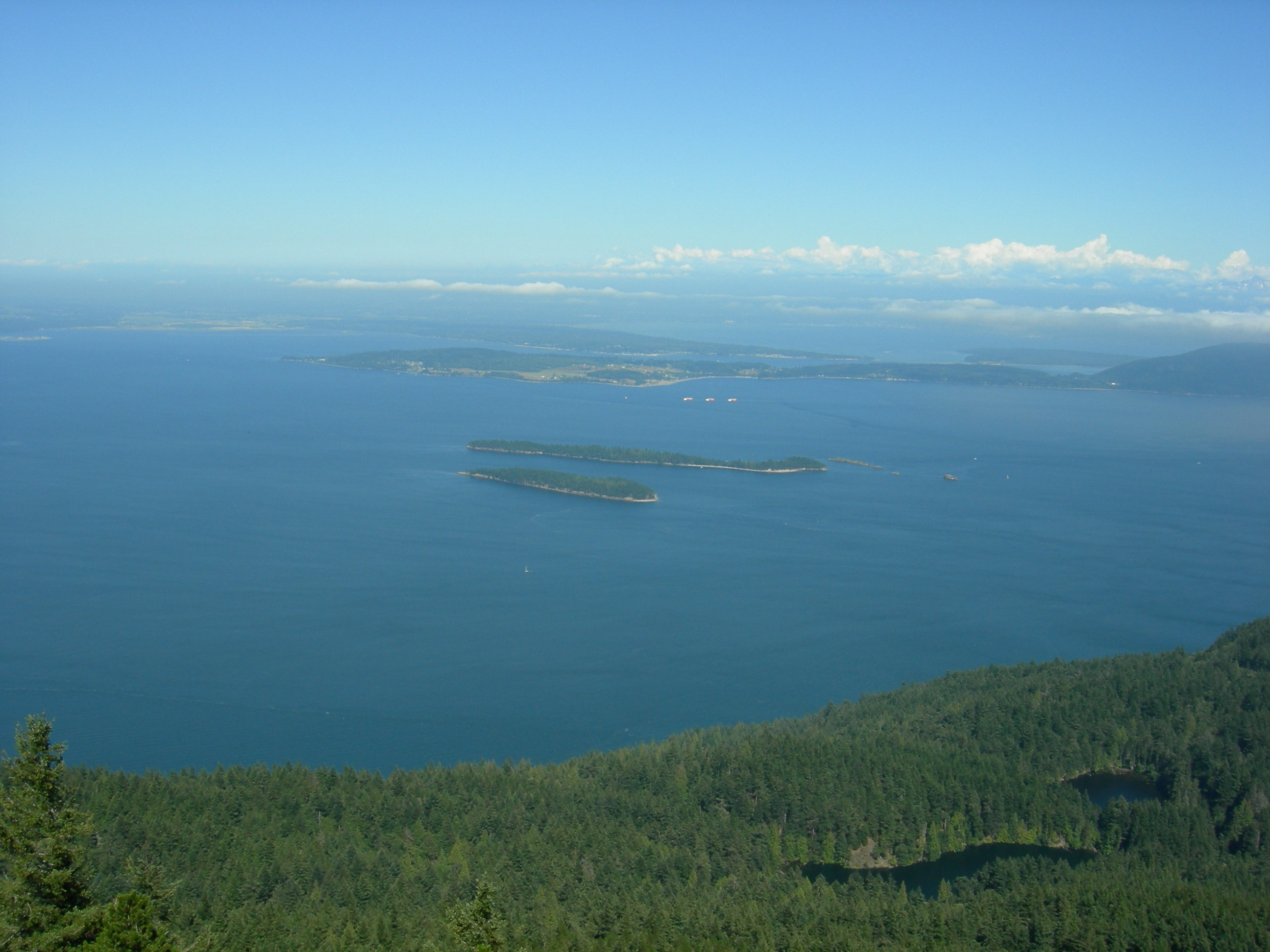
Vue du sommet du Mont Constitution

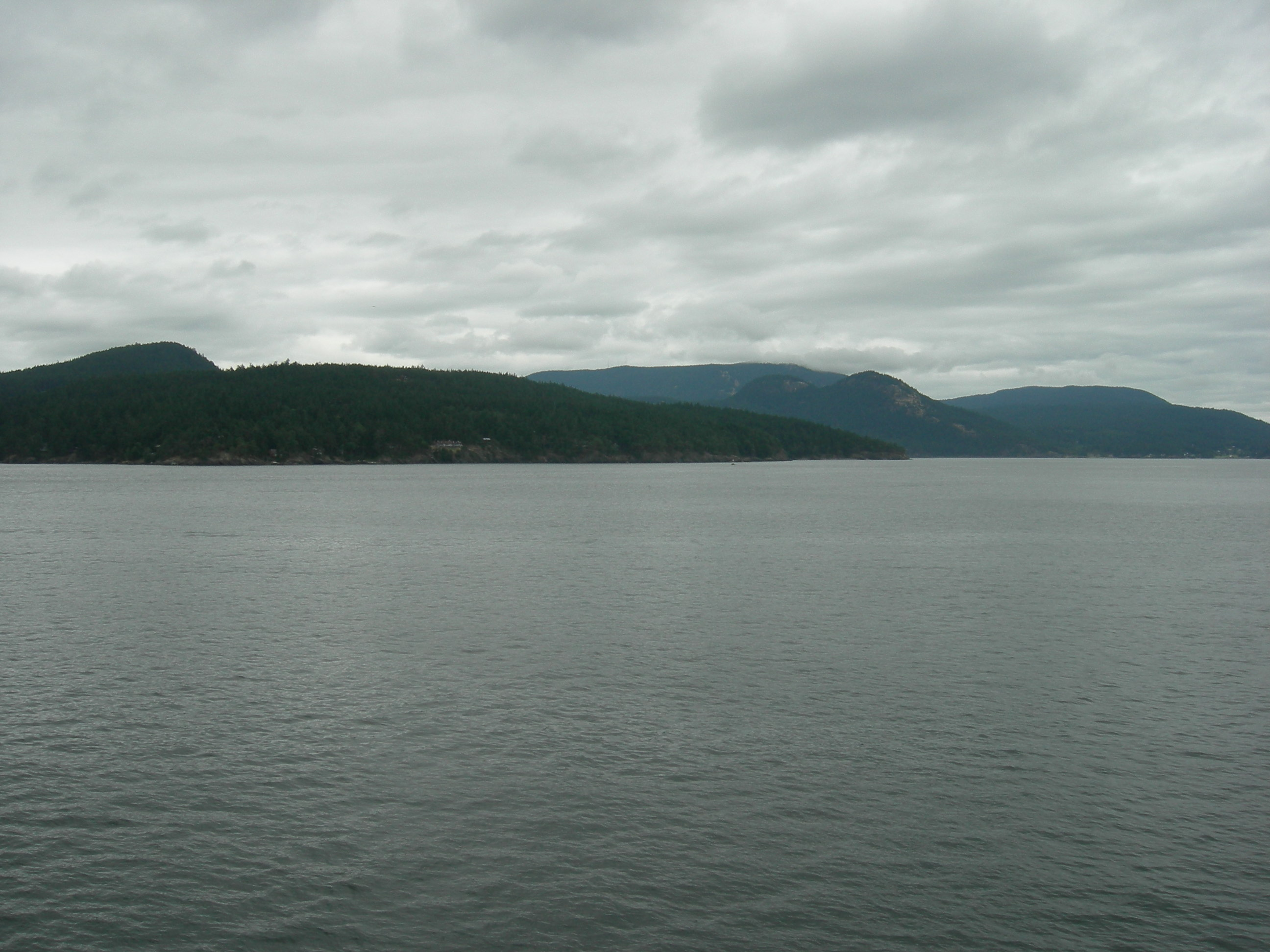
Vue de l'île et du mont constitution